# Kirin
Kirin（キリン、中: 麒麟）とは、HiSiliconが製造するモバイルプロセッサーのシリーズである。

## 概要
Kirinは開発開始から長くの間Huawei製品に搭載されていたが、近年の制裁などに基づいた5G技術の制限などにより採用は減少している。
CPUは多くのモバイルプロセッサと同じくARM命令セットに基づいている。
GPUは長らくMaliシリーズが使用されてきたが、Kirin 9000sより独自開発のMaleoonシリーズに変更された。
Kirin 600/700/800/900の4シリーズが存在し、前から順にエントリー、ミドルロー、ミドルハイ、ハイエンドを構成する。当初は600/900シリーズのみであったが、製品ラインナップの充実により710/810を生産開始し、700/800シリーズが新しく確立された。
900シリーズはKirin 990において番号を使い切ったため、後継は4桁になり9000となっている。
2024年現在では制裁の影響により900シリーズのみを生産している。

## 歴代製品

### Kirin 910
スマートフォンやタブレット向け。2014年上半期サンプル出荷開始。
- CPU - Cortex-A9 4コア 1.6GHz
- GPU - Mali-450 MP4 530MHz
- プロセスルール - 28nm

日本での採用端末
- STREAM S 302HW[1]
- MediaPad X1 7.0[2]
- MediaPad M1 8.0[3][4]
- MediaPad M1 8.0 403HW[5]
- MediaPad 10 Link+ 402HW[6]
- dtab d-01G[7]

### Kirin 910T
スマートフォンやタブレット向け。2014年サンプル出荷開始。
- CPU - Cortex-A9 4コア 1.8GHz
- GPU - Mali-450 MP4 700MHz
- プロセスルール - 28nm

日本での採用端末
- Ascend P7[8]

### Kirin 920
2014年6月6日発表。2014年第三四半期サンプル出荷開始。
- CPU - Cortex-A15+Cortex-A7 4+4コア 1.7GHz+1.3GHz[10]
- GPU - Mali-T624 MP4
- プロセスルール - 28nm

### Kirin 925
2014年第三四半期サンプル出荷開始。
- CPU - Cortex-A15+Cortex-A7 4+4コア 1.8GHz+1.3GHz
- GPU - Mali-T624 MP4
- プロセスルール - 28nm

日本での採用端末
- Ascend Mate7[11]
- honor6 Plus[12]

### Kirin 620
2015年第一四半期サンプル出荷開始。
- CPU - Cortex-A53 8コア 1.2GHz[13]
- GPU - Mali-450 MP4 700MHz
- プロセスルール - 28nm

日本での採用端末
- HUAWEI P8lite[14]
- LUMIERE 503HW[15]

### Kirin 930
2015年第一四半期サンプル出荷開始。
- CPU - Cortex-A53e+Cortex-A53 4+4コア 2.0GHz+1.5GHz[16]
- GPU - Mali-T628 MP4
- プロセスルール - 28nm

日本での採用端末
- MediaPad M2 8.0[17]
- dtab d-01H
- dtab Compact d-02H[18]

### Kirin 935
2015年第一四半期サンプル出荷開始。
- CPU - Cortex-A53e+Cortex-A53 4+4コア 2.2GHz+1.5GHz
- GPU - Mali-T628 MP4
- プロセスルール - 28nm

日本での搭載製品
- HUAWEI P8max[19]
- HUAWEI Mate S[20]

### Kirin 950
2015年11月4日発表。2015年第四四半期出荷開始。
- CPU - Cortex-A72 2.3GHz×4 + Cortex-A53 1.8GHz×4
- GPU - T880 MP4 900 MHz
- プロセスルール - 16nm FinFET+

日本での採用端末
- honor 8[22]
- MediaPad M3[23]
- dtab Compact d-01J

### Kirin 955
2016年出荷開始。
- CPU - Cortex-A72 2.5GHz×4 + Cortex-A53 1.8GHz×4
- GPU - T880 MP4 900 MHz
- プロセスルール - 16nm FinFET+

日本での採用端末
- HUAWEI P9[24]

### Kirin 650
2016年第二四半期サンプル出荷開始。
- CPU - Cortex-A53 4+4コア 2.0GHz+1.7GHz[25]
- GPU - Mali-T830 MP2
- プロセスルール - 16nm FinFET+

日本での採用端末
- HUAWEI P9 lite[26]

### Kirin 655
2016年第四四半期サンプル出荷開始。
- CPU - Cortex-A53 4+4コア 2.1GHz+1.7GHz
- GPU - Mali-T830 MP2
- プロセスルール - 16nm FinFET+

日本での採用端末
- HUAWEI nova lite[27]
- HUAWEI nova lite for Y!mobile 608HW[28]

### Kirin 960
2016年10月19日発表。2016年第四四半期出荷開始。
- CPU - Cortex-A73 4+Cortex-A53 4コア 2.4GHz+1.8GHz
- GPU - Mali-G71 MP8 1037 MHz
- プロセスルール - 16nm FinFET+

日本での採用端末
- HUAWEI Mate 9[30]
- HUAWEI P10[31]
- HUAWEI P10 Plus[32]
- honor 9[33]
- HUAWEI MediaPad M5[34]
- HUAWEI MediaPad M5 Pro[35]

### Kirin 658
2017年第二四半期サンプル出荷開始。
- CPU - Cortex-A53 4+4コア 2.1GHz+1.7GHz
- GPU - Mali-T830 MP2
- プロセスルール - 16nm FinFET+

日本での採用端末
- HUAWEI P10 lite[36]

### Kirin 659
Kirin658のマイナーチェンジモデル。
- CPU - Cortex-A53 4+4コア 2.36GHz+1.7GHz
- GPU - Mali-T830 MP2
- プロセスルール - 16nm FinFET+

日本での採用端末
- HUAWEI Mate 10 lite[37]
- HUAWEI MediaPad M3 Lite 10 wp[38]
- dtab d-01K
- HUAWEI nova 2 HWV31[39]
- HUAWEI nova lite 2[40]
- HUAWEI P20 lite[41]
- HUAWEI P20 lite HWV32
- HUAWEI nova lite 2 (SoftBank)
- dtab Compact d-02K

### Kirin 710
- CPU - Cortex-A73 4  + Cortex-A53 + 4 2.2GHz + 1.71GHz
- GPU - Mali G51
- プロセスルール - 12nm FinFET+

日本での採用端末
- HUAWEI nova lite 3
- HUAWEI nova lite 3+
- HUAWEI P40 lite E
- HUAWEI P30 Lite
- HUAWEI Mate20 Lite
- HUAWEI MatePad T10
- HUAWEI MatePad T10S
- HUAWEI MediaPad M5 Lite

### Kirin 710F
パッケージングをSMIC（中芯国際）で行っているKirin710。
- CPU - Cortex-A73 4  + Cortex-A53 + 4 2.2GHz + 1.71GHz
- GPU - Mali G51
- プロセスルール - 12nm FinFET+

### Kirin 710A
Kirin710をベースとしてSMIC（中芯国際）で生産を行っているチップ。
プロセスルールと周波数が変更されている。
- CPU - Cortex-A73 4  + Cortex-A53 + 4 2.0GHz + 1.70GHz
- GPU - Mali G51
- プロセスルール - 14nm

### Kirin 970
2017年9月2日発表。2017年第四四半期出荷開始。世界初のAI内蔵チップを謳う。
- CPU - Cortex-A73 4+Cortex-A53 4コア 2.4GHz+1.8GHz
- GPU - Mali-G72 MP12 850 MHz
- プロセスルール - 10nm FinFET+

AI専用プロセッサは中国独自開発の「寒武期（ハン・ウー・チー）」を搭載する。
日本での採用端末
- HUAWEI Mate 10 Pro[44]
- HUAWEI Mate 10 Pro (SoftBank)
- HUAWEI P20[45]
- HUAWEI P20 Pro HW-01K
- HUAWEI nova 3

### Kirin 980
2018年8月31日発表。
- CPU - Cortex-A76 2(Big)+Cortex-A76 2(Middle)+Cortex-A53 4(Little)コア 2.6GHz+1.92GHz+1.8GHz
- GPU - Mali-G76
- プロセスルール - 7nm FinFET+
- HUAWEI P30
- HUAWEI nova 5T

### Kirin 990
- 2019年9月6日発表[47]。
- CPU - Cortex-A76 2(Big)+Cortex-A76 2(Middle)+Cortex-A55 4(Little)コア 2.86GHz+2.09GHz+1.86GHz
- GPU - Mali-G76
- プロセスルール - 7nm

### Kirin 990 5G
2019年9月6日発表。
- CPU - Cortex-A76 2(Big)+Cortex-A76 2(Middle)+Cortex-A55 4(Little)コア 2.86GHz+2.36GHz+1.95GHz
- GPU - Mali-G76
- プロセスルール - 7nm+ EUV

### Kirin 9000
- CPU - Cortex-A77 + Cortex-A77 x 3  + Cortex-A55 x4 コア 3.13GHz + 2.54GHz + 2.05GHz
- GPU - Mali-G78
- プロセスルール - 5nm + EUV

### Kirin 9000E
- CPU - Cortex-A77 + Cortex-A77 x 3  + Cortex-A55 x4 コア 3.13GHz + 2.54GHz + 2.05GHz
- GPU - Mali-G78
- プロセスルール - 5nm + EUV

### Kirin 9000S
- CPU - 大型カスタムコア x 1 + 中型カスタムコア x 3 + Cortex-A510 x 3 コア 2.62GHz + 2.15GHz + 1.50GHz
- GPU - Maleoon-910 750MHz
- プロセスルール - SMIC 7nm